# ガート・ビースタ
ガート・ビースタ（Gert Biesta、1957年3月21日 - ）は、オランダの教育学者。アイルランドのアイルランド国立大学のメイヌース大学公教育・教育学センター (Centre for Public Education and Pedagogy at Maynooth University) で、公教育担当の教授の職にあり、併せてノルウェーのNLA大学とアグデル大学の客員教授でもある。ビースタは、さらに、人文学大学にNIVOZ財団が開設した教育・訓練の教授法的側面についての教授職も兼ねている。2015年から2019年にかけては、オランダの教育審議会 (Onderwijsraad) の准メンバーとなっていた。2019年からは、イギリスのエディンバラ大学の非常勤教授も兼ねている。

## 経歴
ライデン大学で学位を取得した後、イギリスのスターリング大学をはじめ、オランダ、ルクセンブルク、ノルウェーなどで教授、客員教授として教鞭を執り、ブルネイ大学ロンドン教授などを歴任した。

## おもな著書
ビースタの著作の中で最も有名な本のひとつは、2014年に出版された『Het prachtige risico van Onderwijs』（仮訳：教育の素晴らしいリスク）であり、そこでは、現代の教育についての彼の認識が明確に読み取れる。同書では、教育を測定可能で、予測可能なものとして、標準化されるものと見なす現代の傾向に対して、異議が唱えられている。ビースタは、教育は「弱い」事業であり、そこでは、民主主義、解放、創造性など、予測不能な概念が中心に置かれなければならないと論じている。

### 日本語訳のある著書
- Learning Democracy in School and Society
  - （上野正道、藤井佳世、中村(新井)清二 訳）民主主義を学習する : 教育・生涯学習・シティズンシップ、勁草書房、2014年
- Good Education in an Age of Measurement
  - （藤井啓之、玉木博章 訳）よい教育とはなにか : 倫理・政治・民主主義、白澤社、2016年
- The Rediscovery of Teaching
  - （上野正道 訳）教えることの再発見、東京大学出版会、2018年

### 日本語訳のある論文
- What is Education For? On Good Education, Teacher Judgement, and Educational Professionalism
  - （齋藤眞宏 訳）何のための教育か? : よい教育、教師の判断、そして教育的専門性について, 旭川大学経済学部紀要 (76), pp.147-161, 2017 NAID 120006346049
- Democracy in the Kindergarten : Helping young children to be at home in the world
  - （鈴木康弘、高田正哉、小玉重夫 訳）幼稚園のなかのデモクラシー : 幼児たちが世界に安心して存在することを支えるということ, 東京大学大学院教育学研究科基礎教育学研究室紀要 (43), pp.193-209, 2017 NAID 120006401850
- Teaching for the Possibility of Being Taught : World-Centred Education in an Age of Learning
  - （井上環、西本健吾 訳）教えられることの可能性に向けた教え : 学びの時代における世界-中心的教育, 教育哲学研究 (119), pp.26-36, 2019 NAID 40022077345